# Synthpop
Synthpop je hudební žánr, ve kterém má dominantní postavení syntetizátor. Je velmi úzce spojený s érou mezi koncem 70. let a první polovinou 80. let, kdy byl syntetizátor praktickým a přijatelným nástrojem. Styl vyvinuli hudebníci jako Gary Numan, Depeche Mode, Ultravox a Devo, kteří užívali syntetizátor jako hlavní nástroj a využívali přednosti jeho unikátního zvuku a vybavení.
Pokud se však máme vrátit do úplných kořenů synthpopu a elektronické hudby jako takové, musíme zacouvat v čase do roku 1969 (kdy v této době pop music začínal jako hudební žánr vznikat).
V Německém Düsseldorfu totiž v tomto roce vznikla skupina Kraftwerk - z němčiny přeloženo: Elektrárna. Tato hudební skupina tvořená pouze čtyřmi členy, si vzala za cíl tvořit hudbu s minimálním nebo žádným použitím běžných hudebních nástrojů. Kraftwerk se na hudební scéně proslavili poměrně rychle. S postupem času 70. let začali naplno využívat syntezátorů a ke konci 70. let rychle využili i nástupu elektronických bicích nástrojů. Jejich hudbu nelze považovat za nějak moc složitou. Jednalo se spíše o hříčku zvuků dobře zakomponovaných do rytmu dané skladby. Kraftwerk jsou mimo jiné považováni i za zakladatele techna. Jejich největšími hity se staly skladby jako např. Autobahn, The Robots, Pocket Calculator, Das Model atd.
V 80. letech už Kraftwerk tolik oblíbení nebyli, nicméně v tvorbě pokračovali dál. V této době už ale nastupuje éra skupin jako jsou Depeche Mode, New Order, Yazoo, Pet Shop Boys a Erasure. Za zmínění určitě stojí především Pet Shop Boys - britské synthpopové až dance-popové duo se zformovalo v roce 1981. Od začátku bylo oběma jasné, že chtějí tvořit elektronickou taneční hudbu. První necelé 4 roky vystupovali pouze po menších hudebních klubech. Než však můžeme v historii tohoto slavného dua hrajícího dodnes pokračovat, je třeba zmínit rok 1983. V této době je totiž vynalezen MIDI systém. Tento vynález totiž umožňoval nově vzniklým digitálním syntezátorům komunikovat s počítačem. Což znamenalo možnost uložení dat pro nastavení zvuků, samplování, sekvencer atd ... toho se Pet Shop Boys rychle ujali a začali tuto novou digitální techniku plně využívat.
Synthpop v této době prožívá druhou éru svého života. Analogové syntezátory se dostaly do útlumu a začaly je nahrazovat nové digitální. Pet Shop Boys přichází v roce 1984 s hitem West End Girls, který okamžitě obletí celý svět a je jasné, kdo synthpopu 80. let bude bezkonkurenčně vládnout. Pet Shop Boys právě především v 80. letech používali do svých skladeb hlavně syntetické a umělé zvuky. Příkladem může být např. skladba Domino dancing, Paninaro, Suburbia, Fugitive ale i známý cover Elvise Presleyho Always on my Mind. Pet Shop Boys využívali především digitálních syntezátorů a midi klaviatur jako byly např. Emulator EMU II, Roland A50, Yamaha DX7 a mnoho dalších. Stejnou nebo podobnou cestou se v té době vydávají i další synthpopové projekty z celého světa. Pro 80. léta je typický zvuk syntezátorů a také samozřejmě elektronických bicích Simmons SDS-V. Velké množství synthpopových a disco skupin tyto bicí v 80. letech používalo, díky jejich údernému a uměle znějícímu zvuku.
Největší sláva synthpopu zaniká koncem 80. let kdy už tento styl poměrně silně „válcuje“ nastupující éra nového období techna, house a trance music, hip hopu, prvních drum and bass projektů, jungle atd.